# Fuertesimalva
|  | Dieser Artikel wurde aufgrund von formalen oder inhaltlichen Mängeln in der Qualitätssicherung Biologie im Abschnitt „2025“ zur Verbesserung eingetragen. Dies geschieht, um die Qualität der Biologie-Artikel auf ein akzeptables Niveau zu bringen. Bitte hilf mit, diesen Artikel zu verbessern! Artikel, die nicht signifikant verbessert werden, können gegebenenfalls gelöscht werden. Lies dazu auch die näheren Informationen in den Mindestanforderungen an Biologie-Artikel. Begründung: Vollprogramm; veraltete Artenliste mit Bezug auf obsoleten Internetlink, aktueller Internetlink wäre https://www.worldfloraonline.org/taxon/wfo-4000015104 , formale Fehler (Gattung sollte kursiv geschrieben werden); Wert für Taxon_Name in der Infobox sollte leer bleiben, wenn es keinen deutschen Trivialnamen gibt. Keine Merkmale oder andere wissenswerte Informationen zu der Gattung; Artenliste um Verbreitung der einzelnen Arten zu ergänzen, wäre ein Mehrwert. |

Fuertesimalva ist eine Pflanzengattung aus der Familie der Malvengewächse (Malvaceae), die in Mexiko, Venezuela, Kolumbien, Ecuador, Bolivien, Peru und Argentinien heimisch ist. Die meisten Arten dieser Gattung wurden ursprünglich der Gattung Urocarpidium zugeordnet.

## Spezies
Die folgenden Arten werden derzeit von The Plant List akzeptiert:
- Fuertesimalva chilensis (A.Braun & C.D.Bouché) Fryxell
- Fuertesimalva corniculata (Krapov.) Fryxell
- Fuertesimalva echinata (C.Presl) Fryxell
- Fuertesimalva insularis (Kearney) Fryxell
- Fuertesimalva jacens (S.Watson) Fryxell
- Fuertesimalva killipii (Krapov.) Fryxell
- Fuertesimalva leptocalyx (Krapov.) Fryxell
- Fuertesimalva limensis (L.) Fryxell
- Fuertesimalva pennellii (Ulbr.) Fryxell
- Fuertesimalva pentacocca (Krapov.) Fryxell
- Fuertesimalva pentandra (K.Schum.) Fryxell
- Fuertesimalva peruviana (L.) Fryxell
- Fuertesimalva sanambrosiana (D.M.Bates) Fryxell
- Fuertesimalva stipulata (Fryxell) Fryxell